# Robert Ruark
Robert Chester Ruark (Southport (North Carolina), 29 december 1915 - Londen, 1 juli 1965) was een Amerikaans schrijver, bekend van boeken over Afrika, de jacht en vele columns in kranten en tijdschriften.

## Biografie
Robert Ruark was de zoon van een boekhouder, Robert Chester Ruark Sr. en Charlotte Adkins, een onderwijzeres.
Hij bracht een groot deel van zijn jeugd door met zijn grootvader van moeders kant, Captain Edward Hall Adkins, die hij in zijn latere columns ‘de oude man’ noemde. De oude man leerde de jonge Ruark alles over het buitenleven en de jacht, en over het leven in het algemeen. Ruark schreef hier in de jaren 50 en 60 een wekelijkse column over in het tijdschrift Field &  Stream. De meeste van deze verhalen zijn gebundeld in twee zeer populaire boeken: The Old Man and the Boy en The Old Man's Boy Grows Older. Het eerste is in het Nederlands vertaald als De oude man.
Captain Adkins overleed toen Ruark vijftien jaar oud was, in het jaar dat Ruark journalistiek ging studeren aan de universiteit van North Carolina. Hier deed hij ervaring op met schrijven in de Yackety Yack, een humoristisch universiteitsblaadje. Ook schreef hij voor het Carolina Magazine en de Buccaneer voor welke bladen hij ook zeer verdienstelijke sketches tekende. Veel van zijn tekeningen gebruikte hij later om zijn boeken mee te illustreren. Het was voor hem financieel een zeer arme tijd, doch hij slaagde erin om met allerlei klusjes, waaronder dranksmokkel, zijn collegegeld, eigen onderhoud en een studentenvereniging te betalen.
Hij rondde zijn studie af in 1935 als een van de besten van zijn jaar en begon onmiddellijk aan zijn carrière met allerlei baantjes waaronder verslaggever, manusje-van-alles bij de Hamlet News-Messenger, koopvaardijmatroos en boekhouder in wat hij noemde ‘wat frauduleus werk’. Op 12 augustus 1938 trouwde hij met een binnenhuisarchitect, Virginia Webb. Hij werd nu werknemer bij de Daily News in Washington, waar hij begon als loopjongen maar al snel topschrijver van hoofdartikelen werd.
De Tweede Wereldoorlog onderbrak de supersnelle opkomst van Ruark in journalistieke kringen. Hij nam dienst als luitenant ter zee en werd later ballistisch officier. Ruark eindigde zijn dienstplicht als perscensor, omdat zijn superieuren dit het beste vonden om zo zijn griezelige neus voor schandalen te muilkorven. Hij had tijdens zijn diensttijd n.l. verschillende artikelen geschreven over onder andere misstanden in het leger.
Na de oorlog kreeg hij snel bekendheid door het schrijven van een seksistische column over vrouwenmode in die tijd, die veel opschudding veroorzaakte. Hierdoor kreeg hij zijn eigen column bij de Washington Daily News. In de daarop volgende jaren produceerde Ruark bijna 4.000 columns -ongeveer 2,8 miljoen woorden- voor de Scripps-Howard organisatie die eigenaar was van diverse kranten en tijdschriften.
In 1947 schreef hij zijn eerste boek, Grenadine Etching: Her Life and Loves. Hij gebruikte dezelfde satirische, schertsende stijl in I didn’t Know It Was Loaded (1948), One for the Road (1949) en Grenadine’s Spawn (1952).
Deze boeken verkochten redelijk, maar hij zocht nog steeds naar het literaire genre dat zijn echte metier zou aantonen. Hij was echter niet erg gelukkig in de literaire wereld en nam een tijd vrij van zijn werk om op safari te gaan in Afrika. Dit was een lang gekoesterde droom van Ruark en hij trad hiermee in de voetsporen van zijn grote idool en vriend Ernest Hemingway . Hij huurde de blanke jager Harry Selby in met zijn spoorzoeker en geweerdrager Kidogo, die twintig jaar eerder Ernest Hemingway nog had vergezeld op een safari, en vertrok naar Afrika.
Door zijn Afrikaanse avonturen nieuw leven ingeblazen ging Ruark over tot twee schrijfstijlen waarin hij een echte meester bleek te zijn - jachtliteratuur en heldenverhalen gebaseerd op feiten. Horn of the Hunter (Ned. vert. Safari) werd zijn eerste boek over de jacht in Afrika. Na deze eerste safari heeft Ruark met Selby ook een foto- en filmsafari gemaakt die resulteerde in de documentaire Africa Adventure. Een dvd van deze 16mm film (ontdekt in 2002) is uitgebracht door Safari book and videos in de V.S.
Tijdens de safari’s die leidden tot het boek en de documentaire had Ruark veel gezien en gevoeld van de in beweging zijnde raciale conflicten die werden versterkt door een stervend kolonialisme dat leidde tot de Mau Mau-opstand in Kenia. Gedreven door deze ervaringen schreef hij de controversiële en immens succesvolle roman, Something of Value (1955) (Ned. vert. Iets van waarde). Door de opbrengsten van dit boek en de verfilming kreeg hij de ruimte om te schrijven over onderwerpen die hem faam zouden brengen. Hij kocht een villa in Palamos bij Barcelona en schreef hier de verhalen over de oude man  en zijn safari’s in Afrika en elders in de wereld, die hij publiceerde in bladen als True, Field & Stream, Playboy, The Saturday Evening Post en Life. The Old Man and the Boy verscheen in boekvorm in 1957 en The Old Man’s Boy Grows Older in 1961. 
Eind jaren vijftig en begin jaren zestig waren als schrijver goede jaren voor hem. Hij schreef in deze tijd nog twee grote romans, Poor No More (1959) (Ned. vert. Nooit meer arm) en Uhuru: A Novel of Africa (1962) (Ned. vert. Uhuru). In 1965 werd, vlak na zijn dood, the Honey Badger (Ned. vert. de Vampiers) gepubliceerd.
Een gevolg van het krachtige boek Something of Value en ook Uhuru (Swahili voor vrijheid of onafhankelijkheid) was dat Ruark in Kenia tot persona non grata werd verklaard en hij grote problemen kreeg met de Engelse autoriteiten.

Deze tijd was ook een tijd van persoonlijke drama’s voor Ruark. Een ervan was de zelfmoord van zijn  vriend Ernest Hemingway in 1961. Ook de scheiding van zijn vrouw Virginia (‘Mama’) ging hem niet in de koude kleren zitten. 
Door het jarenlang mishandelen van zijn lever met drank en zijn enorme tempo van schrijven voelde Ruark zich in de vroege zomer van 1965 niet erg lekker. In de laatste dagen van juni werd Ruark overgevlogen naar een ziekenhuis in Londen. Daar hield zijn lever ermee op en stierf Ruark aan een interne bloeding op 1 juli 1965, nog geen vijftig jaar oud.

## Filmografie
- Africa Adventure, documentaire film door Robert Ruark (1954)
- Something of Value, boekverfilming MGM (1957)

## Biografie
- A View from a Tall Hill: Robert Ruark in Africa door Terry Wieland (2004)
- Someone of Value: A Biography of Robert Ruark door Hugh Foster (2001,first trade edition)
- Ruark Remembered: By the Man Who Knew Him Best, door Alan Ritchie (October 2007)

- Gemeinsame Normdatei: 119203251
- International Standard Name Identifier: 0000 0001 0950 8060
- Library of Congress Control Number: n50025989
- Nationale Bibliotheek van Tsjechië: jn19990007223
- Nationale Bibliotheek van Israël: 987007267468705171
- Nederlandse Thesaurus van Auteursnamen: 069884218
- SNAC: w63j3mmx
- Système universitaire de documentation: 084654406
- Trove: 1215515
- Virtual International Authority File: 5736004
- WorldCat: E39PBJqk9hFfxX8j6ypmYQPWjC